# Pokojišče
Pokojišče este o localitate din comuna Vrhnika, Slovenia, cu o populație de 31 de locuitori.